# Jean-Marc Bernard
Jean-Marc Bernard (prawdziwe nazwisko: Jean Bernard; ur. 4 grudnia 1881 w Valence, zm. 5 lipca 1915 w pobliżu Carency) – francuski poeta i pisarz.

## Biografia i twórczość
Poeta francuski, przed pierwszą wojną światową prowadził przegląd poetycko-satyryczny „Les Guêpes” (pl. „Osy”), gdzie publikowali m.in. Paul-Jean Toulet i Francis Carco. Działał w grupie poetyckiej zwanej Szkołą fantastów (fr. École fantaisiste). Skłaniał się ku prawicowym poglądom Akcji Francuskiej. Współpracował z „Przeglądem krytycznym idei i książek” (fr. „Revue critique des idées et des livres”).
W latach 1909–1914 mieszkał w Saint-Rambert-d’Albon.
Powołany do wojska na początku I wojny światowej, służył w piechocie. Poległ w bitwie o Artois w pobliżu Carency (Francja), w 1915.
Jego wiersz De profundis stał się bardzo popularny jako opis przeżyć żołnierzy na froncie.
W 1923 wydano 2 tomy jego dzieł.
Poetę uhonorowano pośmiertnie umieszczając jego nazwisko w paryskim Panteonie.

## Najważniejsze dzieła
- La Mort de Narcisse (pl. Śmierć Narcyza)
- L’Homme et le Sphinx (pl. Człowiek i Sfinks)
- Pages politiques des poètes français (pl. Poeci francuscy o polityce)
- François Villon, sa vie, son œuvre (pl. François Villon: życie i twórczość)